# Kroatiska museet för naiv konst
Kroatiska museet för naiv konst (kroatiska: Hrvatski muzej naivne umjetnosti) är ett konstmuseum i Zagreb, Kroatien. Museet är tillägnat den naivistiska konsten och här visas över 1 875 verk från främst inhemska, men även utländska, naivistiska konstnärer. Museet är beläget på första plan i Raffaypalatset i Övre staden.

## Historia
Den 1 november 1952 grundades Bondska konstgalleriet (Seljačka umjetnička galerija), föregångaren till dagens museum i Zagreb. 1956 bytte galleriet namn till Galleriet för primitiv konst (Galerija primitivne umjetnosti) och kom då att sortera under Stadsmuseet för modern konst (Gradska galerija suvremene umjetnosti), idag Museet för modern konst. Efter ett beslut av det kroatiska parlamentet Sabor 1994 fick museet sitt nuvarande namn. Redan då det etablerades drevs det enligt strikta museologiska principer och anses därmed vara världens första museum för naiv konst.

## Samlingar
I museet visas över 1 875 målningar, skulpturer, ritningar och grafik. Av dessa finns 80 verk i den permanenta utställningen. Fokus ligger på kroatiska konstnärer, varav de flesta från Hlebineskolan. Här finns verk av bland annat Ivan Generalić, Franjo Mraz, Mirko Virius och Lavoslav Torti.